# Коноэ, Хидэмаро
Хидэмаро Коно́э (яп. 近衛秀麿; 18 ноября 1898, Токио, Япония — 2 июня 1973, там же) — японский дирижёр и композитор. Член Японской академии искусств. Брат Фумимаро Коноэ.

## Биография
В 1922 году окончил Токийский университет искусств, где учился игре на скрипке, а также композиции и теории музыки у Косаку Ямады. В 1922—1924 годах совершенствовался в Париже у Венсана д’Энди и в Берлине у Франца Шрекера и Георга Шумана. Был ассистентом Эриха Кляйбера и Карла Мука. В 1925 году, по возвращении на родину, стал одним из основателей Японской симфонической ассоциации и создателем Нового симфонического оркестра в Токио (впоследствии Симфонический оркестр NHK), которым руководил до 1935 года. В 1930-х годах гастролировал по Европе, чаще всего в Германии и в США. Начавшаяся Вторая мировая война прервала гастрольные турне. Занимался преподаванием. Среди учеников — Хидэо Сайто. В 1945 году основал в Токио Институт музыкальных исследований. В 1957 и 1960 годах снова гастролировал в Европе, в том числе и в СССР (в 1960 году). Занимался оркестровкой и симфонической аранжировкой, в частности. Этэнраку, «Картинки с выставки» Мусоргского и других произведений, а для фильма «Мадам Баттерфляй» (по опере Джакомо Пуччини) включил в партитуру японские народные мелодии. Как композитор отдавал предпочтение оркестровым пьесам, основанным на элементах национального фольклора.